# ライツアウト
ライツアウトは、5×5の形に並んだライトをある法則にしたがってすべて消灯 (lights out) させることを目的としたパズル。
Tiger Toysや、日本ではタカラから1995年に発売されて有名になった。
それ以前の同じような電子ゲームとしては3x3マス上で同様のルールをもつ『Merlin』がパーカー・ブラザーズから1970年代に登場している（日本国内ではトミーより 『ドクタースミス』という名で発売）。他にも同様のゲームがVulcan Electronicsより『XL-25』の名で1983年に作られている。Tiger Toysも携帯ゲーム機であるgame.com用のカートリッジ版ライツアウトを1997年に作っている。その後もライツアウト2000やライツアウトキューブ、ライツアウトデラックスといった多数の似たような新しいパズルが登場している。
実際にやってみればわかることだが同じ場所を2回以上押すことは無駄であり、押す順番は結果を左右しないので、どのような初期配置でも最短手数は25手（実際には15手－すべて点灯しているときなど）以下である。点灯しているライトしか押せなくしたもの、点灯時の色が2種類以上あるものなどの変形版が数多く存在する。
ルールが簡単なため問題解法アルゴリズムなどがよく研究されている。

## ルール
- あるライトを押すと、自身とその上下左右最大4個のライトが一緒に反転する。

基本は5×5=25個の、光が点灯・消灯するボタンからなる。
問題がライトのパターンとして出される。解答者は上のルールに従って明滅するライトを操作し、最終的に全てのライトを消すことができれば勝ちとなる。一般に一つの問題に対し複数の解答があるため、最短手数の解答を競う。
各ボタンが点灯・消灯の状態をとるため、問題の数は2の25乗から全消灯の1をひいた、225-1=33,554,431通りとなる。この中には回転対称・上下左右対称も含まれる。解答も同数可能だが、答え一つに問題一つが対応することと重複解答があることから、解くことのできない問題が存在することがわかる。

## 類似ゲーム
特にライツアウトの名を持たなくとも、同様に上下左右の十字形5か所を変色させて同色に揃えるゲームは他にも数多く存在する。コンピュータ上であればフラッシュやJavaアプレットなどでも比較的簡単に作ることができるため、ウェブ上では個人サイトから大手ゲームサイトまでフリーゲームとしても幅広く散見される。ルールについても特定の色に揃えるもののほか、どの色でも良いから同じ色に揃えればよいというものや、特定のパターンを作らせるものもある。
商用ゲームソフトの例としてはダットジャパンのWindowsゲーム集「GAME PACK」シリーズで、かつて懸賞問題として付属していた『カラフル』（6x6マス、2色から5色）が知られる。これはタカラ版ライツアウトより古く、1993年ごろの初期シリーズにも付属していた。また後年に作者自身の手により7x7マスの改造版が「Jewel Box」のタイトルで無料のJavaゲームとして公開されている。
一方で、大手オンラインサイトの無料ゲームには例えば以下のようなものがあった（現在非公開のものを含む）。
- gooゲーム『荒野の法則』[リンク切れ] - 5x5、2色、フラッシュ
- ベクターゲームズ『Lozenge』 - 5x5/10x10、2色または3色
- ベクター（の作者ページ）『DAIOC』 - 6x6、2色から5色、Javaアプレット
- King.com 『Squared Up』 - 4x4、色ではなく模様、フラッシュ

これらは色数やマスの数が異なったものであっても、基本的なルールはライツアウトと同じ単純な構造を持つ。そのため解なしである場合を除き、連立方程式や行列計算といった卓上の計算を駆使して最短手順を導出することが必ずしもできないわけではない。手作業のパズルとして進める場合、ライツアウトと同じ5x5マスの2色程度であれば初心者が適当に操作して偶然揃う場合も珍しくない。しかし色数やマス数が増えると難易度も上がり、初期配置によっては、初心者には同じ色に揃えることがまず不可能なほど難しくなる。そのため最短手数を競う以前に、まず手数を度外視してでも確実に手作業で揃えられる手順（むろん初期配置によってはどうやっても解けない場合も存在する）を自力で見付け出していくことになる。その場合、色数とマス数が変わると多くの場合は攻略法もまったく異なってくる。

## 関連書籍
- 小学館 「ライツアウト - 公式パーフェクトガイド（ワンダーライフスペシャル）」1996年4月 ISBN 978-4091025326
- 勁文社 「超「光」奮パズル ライツアウト プレイングガイドブック」2000年9月 ISBN 978-4766935950